# Nomada infrequens
Nomada infrequens är en biart som beskrevs av Smith 1879. Nomada infrequens ingår i släktet gökbin, och familjen långtungebin. Inga underarter finns listade i Catalogue of Life.